# Уфимский федеральный исследовательский центр РАН
Уфимский федеральный исследовательский центр Российской академии наук (баш. Рәсәй Фәндәр академияһы Өфө федераль тикшеренеүҙәр үҙәге) — региональный научный центр Российской академии наук в г. Уфе. Образован в 1951 году как Башкирский филиал Академии наук СССР. С 2017 года современное название. Издаёт Известия Уфимского научного центра РАН.

## История
- 1951 г. Основание Башкирского филиала АН СССР (БФ АН СССР). В составе: Институт Биологии, Институт Истории, Языка и Литературы, Горно-Геологический Институт, сектор экономических исследований и сектор химии.
- 1961—1963 г. В ходе реорганизации АН СССР большинство учреждений БФ АН СССР переданы в Государственный комитет по науке и технике СССР.
- 1967 г. БФ АН СССР восстановлен. В составе: Институт Геологии, Институт Химии, Институт Биологии, Институт Истории, Языка и Литературы, отдел биохимии и цитохимии, отдел экономических исследований.
- 1987 г. БФ АН СССР преобразован в Башкирский научный центр в составе Уральского отделения АН СССР.
- 1992 г. Уфимский научный центр РАН выделен как самостоятельный региональный научный центр.
- 2017 г. Уфимский научный центр РАН преобразован в Уфимский Федеральный исследовательский центр РАН[2].

## Председатели
- 1951—1956 — д.г.-м.н. Г. В. Вахрушев
- 1956—1964 — д.х.н. Р. Д. Оболенцев
- 1967—1984 — д.х.н. С. Р. Рафиков
- 1984—1993 — акад. Г. А. Толстиков
- 1993—2006 — акад. Р. И. Нигматулин
- 2006—2010 — акад. М. С. Юнусов
- 2011—2016 — член-корр. РАН У. М. Джемилев[3]
- 2016—2017 — д.ф.-м.н. А. Н. Лачинов (и. о.)
- 2017—2018 — д.б.н. З. Х. Шигапов (и. о.)
- 2018 — д.э.н. Р. Р. Ахунов (и. о.)
- 2019—2020 — д.х.н. А. Г. Мустафин (и. о.)
- с 2020 — д.х.н. В. П. Захаров (и. о.)

19 февраля 2019 года председателем УФИЦ РАН избран д.х.н. А. Г. Мустафин.

## Институты
- Южно-Уральский ботанический сад-институт УФИЦ РАН
- Уфимский институт биологии УФИЦ РАН
- Институт биохимии и генетики УФИЦ РАН
- Институт геологии УФИЦ РАН
- Институт истории, языка и литературы УНЦ РАН
- Институт математики с вычислительным центром УФИЦ РАН
- Институт механики им. Р. Р. Мавлютова УФИЦ РАН
- Институт нефтехимии и катализа УФИЦ РАН
- Уфимский институт химии УФИЦ РАН
- Институт социально-экономических исследований УФИЦ РАН
- Институт физики молекул и кристаллов УФИЦ РАН
- Институт этнологических исследований им. Р. Г. Кузеева УФИЦ РАН
- Поликлиника УФИЦ РАН
- Башкирский научно-исследовательский институт сельского хозяйства

## Известные учёные
- Толстиков, Генрих Александрович (21 января 1933 — 25 апреля 2013) — академик АН СССР, член-корреспондент АН СССР, член-корреспондент РАН
- Монаков, Юрий Борисович (7 августа 1942 — 3 января 2011) — академик РАН, член-корреспондент АН СССР
- Юнусов, Марат Сабирович (род. 18 марта 1940)— академик РАН
- Нигматулин, Роберт Искандерович (род. 17 июня 1940)— академик РАН
- Рафиков, Сагид Рауфович ((6) 19 апреля 1912 — 19 января 1992) — член-корреспондент АН СССР
- Леонтьев, Алексей Федорович (27 марта) 09 апреля 1917 — 14 апреля 1987) — академик РАН, член-корреспондент АН СССР
- Джемилев, Усеин Меметович(род. 15 мая 1946) — член-корреспондент АН СССР / РАН
- Напалков, Валентин Васильевич (30 июля 1941- 20 октября 2021)— член-корреспондент РАН
- Казаков, Валерий Петрович (11 июля 1934 — 6 августа 2010) — член-корреспондент РАН
- Пучков, Виктор Николаевич (род. 17 августа 1938) — член-корреспондент РАН
- Хуснутдинова, Эльза Камилевна (род. 24 мая 1954) — член-корреспондент РАО, академик Академии науки РБ
- Надршина, Фануза Аитбаевна (род. 7 февраля 1936) — профессор, Почётный член Академии наук Республики Башкортостан (2016)